# Шард
Шард (енгл. Shard London Bridge) је највиша ненасељена зграда у Европи, висока 310 метара. Налази се у Лондону.
Првих 28 спратова је намјењен за канцеларије, сљедећа три спрата за ресторане, затим 19 спратова са хотелским собама, 12 спратова са становима, те осматрачница на врху.

## Историја
Изградња зграде је почела у фебруару 2009. године. Према процјенама, изградња је коштала око 540 милиона евра.

## Галерија
- Завршна фаза изградње, 12. март 2012.
- јуни 2011.